# Sindre Kulset
Sindre Kulset, né le 7 juillet 1998, est un coureur cycliste norvégien.

## Biographie
Sindre Kulset est le fils de Vegard Kulset, dirigeant de la chaîne de stations services Uno-X (en). Ses trois frères Kristian, Magnus et Johannes sont également coureurs cyclistes

## Palmarès et résultats

### Palmarès par année
- 2016
  - 2e du championnat de Norvège du contre-la-montre par équipes juniors
  - 3e des Tweedaagse van de Calvebeek
- 2018
  -  Champion de Norvège du contre-la-montre par équipes
- 2022
  - 2e du Grand Prix Alanya

### Classements mondiaux
| Année                                 | 2022  |
| ------------------------------------- | ----- |
| Classement mondial                    | 1749e |
| UCI Europe Tour                       | 1146e |
|                                       |       |
| Légende : nc = non classéSource : UCI |       |